# Wolfgang Weber (Regisseur)
Wolfgang Weber (* 2. Dezember 1935 in München; † 28. Juni 2010) war ein österreichischer Regisseur.

## Leben
Weber arbeitete seit den 1960er Jahren als Regisseur in Österreich, hauptsächlich in Wien an der Wiener Staatsoper und an der Wiener Volksoper. Erstmals inszenierte er 1963 eine Produktion der Wiener Staatsoper, die komische Oper Die Kluge im Theater an der Wien mit Evelyn Lear und Thomas Stewart in den Hauptrollen.
1973 wurde er unter der Direktion von Karl Dönch fest  als Regisseur an die Wiener Volksoper engagiert. Er wurde außerdem gemeinsam mit dem Regisseur Robert Herzl Dönchs persönlicher Referent. Ab 1976 war er gleichzeitig Oberspielleiter der Operette. An der Wiener Volksoper inszenierte er unter anderem die Neueinstudierungen der Opern Kleider machen Leute von Alexander Zemlinsky (1973), Notre Dame (1975) (mit Walter Berry und Julia Migenes), Albert Herring (1976), Ein  preußisches Märchen von Boris Blacher (1978) (mit Ernst Gutstein), Schwanda, der Dudelsackpfeifer von Jaromír Weinberger (1980) (mit Ernst Gutstein und Mirjana Irosch), Aus einem Totenhaus (1981) und Viva la Mamma (1983). 
Weber inszenierte mehrfach auch bei Erst- und Uraufführungen. Im Februar 1972 inszenierte er, mit Ernst Gutstein in der Titelrolle, die musikalische Neufassung der Oper König Nicolo von Rudolf Weishappel. 1975 folgte die Inszenierung der Uraufführung der Oper Der eingebildete Kranke von Franz Alfons Wolpert.
Außerdem führte er 1982 Regie bei dem Musical West Side Story. Bei der deutschsprachigen Erstaufführung von West Side Story 1968 an der Wiener Volksoper mit Julia Migenes und Adolf Dallapozza hatte Weber neben dem Regisseur Allan Johnson bereits die Spielleitung bei der Dialogregie und die Co-Regie bei der Choreographie übernommen.
An der Wiener Staatsoper inszenierte er 1981 die österreichische und deutschsprachige Erstaufführung von Leonard Bernsteins Musiktheaterstück Mass. 1982 wurde er Oberspielleiter an der Wiener Staatsoper. Dort inszenierte er unter anderem die Premieren von Lulu (1983) und von Die Entführung aus dem Serail (1985) für eine Tournee der Wiener Staatsoper durch die österreichischen Bundesländer. Außerdem war er als Regisseur für die szenischen und musikalischen Neueinstudierungen von La fanciulla del West (1988) und Lohengrin (1990) verantwortlich.
Von 1986 bis 1991 leitete er als Regisseur gemeinsam mit dem Dirigenten Ernst Märzendorfer das Opernstudio der Wiener Staatsoper, für das er ebenfalls eigene Regiearbeiten übernahm.
Weber, der auch international als Regisseur tätig war, war als szenischer Mitarbeiter auch Assistent Herbert von Karajans bei dessen Inszenierungen bei den Salzburger Festspielen und bei den Salzburger Osterfestspielen. Weber inszenierte regelmäßig immer wieder auch als Gastregisseur in Deutschland. 1968 führte er am Opernhaus Nürnberg Regie bei der Uraufführung der Oper Die Witwe des Schmetterlings von Isang Yun. 1990 übernahm er dann am Opernhaus Nürnberg die Neuinszenierung der Oper Tannhäuser (Titelrolle: Karl-Heinz Thiemann; Musikalische Leitung: Christian Thielemann). 1997 inszenierte er zur Spielzeiteröffnung 1997/1998 die Neuproduktion der Oper Il trovatore am Theater Aachen.